# Nurri
Nurri ist eine italienische Gemeinde (comune) mit 2017 Einwohnern (Stand 31. Dezember 2023) in der Metropolitanstadt Cagliari auf Sardinien. Die Gemeinde liegt etwa 79,5 Kilometer nordnordöstlich von Cagliari. Die östliche und nordöstliche Gemeindegrenze bildet der Flumendosa bzw. der aufgestaute See des Flusses.

## Verkehr
Nurri besitzt einen Bahnhof an der schmalspurigen Bahnstrecke Mandas–Arbatax, der in den Sommermonaten vom Trenino Verde bedient wird. Durch die Gemeinde führt darüber hinaus die Strada Statale 198 di Seui e Lanusei von Serri nach Tortolì.
Corongiu Maria ist eine Protonuraghe beim Ort.